# Solidagininae
 Solidagininae   O. Hoffm., 1890  è una sottotribù di piante angiosperme dicotiledoni della famiglia delle Asteraceae (sottofamiglia Asteroideae e tribù Astereae/clade North American lineage).

## Etimologia
Il nome della sottotribù deriva dal suo genere tipo Solidago L., 1753 la cui etimologia è controversa ma in ogni caso fa riferimento alle proprietà medicamentose di varie specie di questo genere, e potrebbe derivare dal latino solido il cui significato è “consolidare, rinforzare” e quindi anche “guarire del tutto”. 
ll nome scientifico della sottotribù è stato definito per la prima volta dal botanico tedesco Karl August Otto Hoffmann (1853-1909) nella pubblicazione "Die Natürlichen Pflanzenfamilien " a cura dei botanici germanici H.G.A.Engler e K.A.E.Prantl  del 1890.

## Descrizione

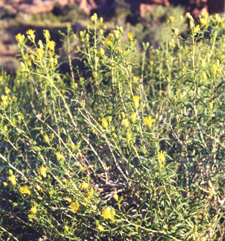
Il portamento
Chrysothamnus stylosus

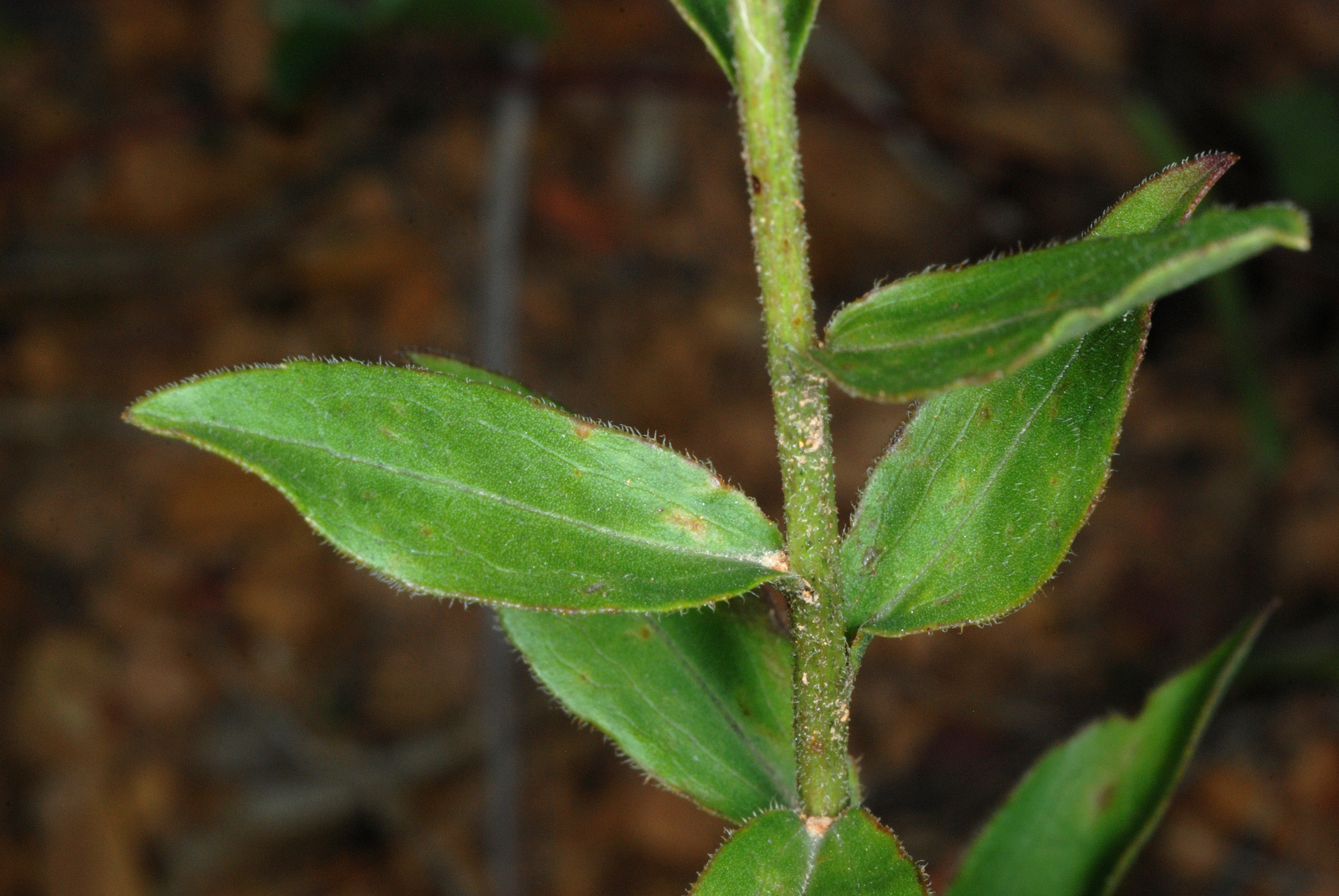
Le foglie
Sericocarpus asteroides

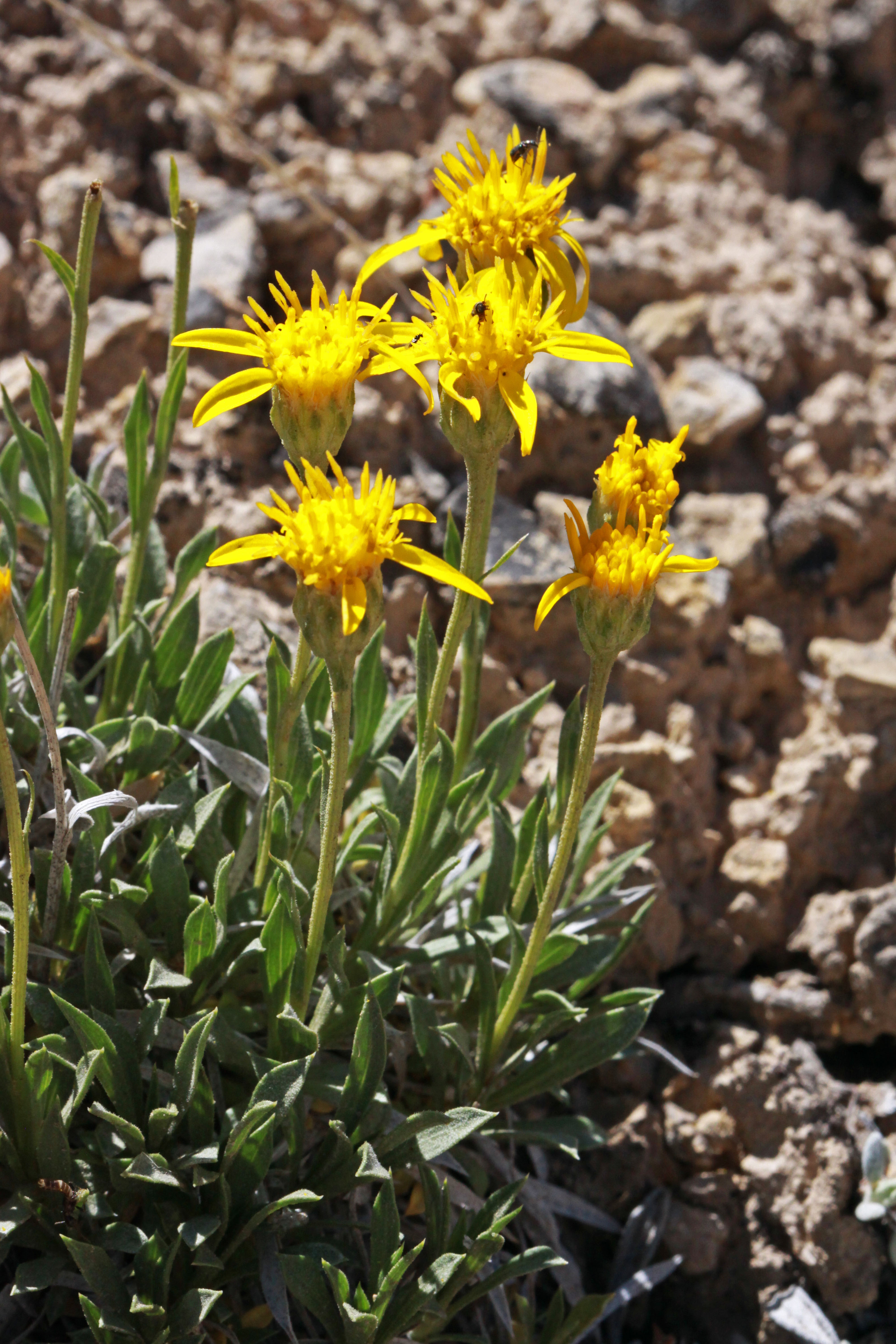
Infiorescenza
Stenotus acaulis

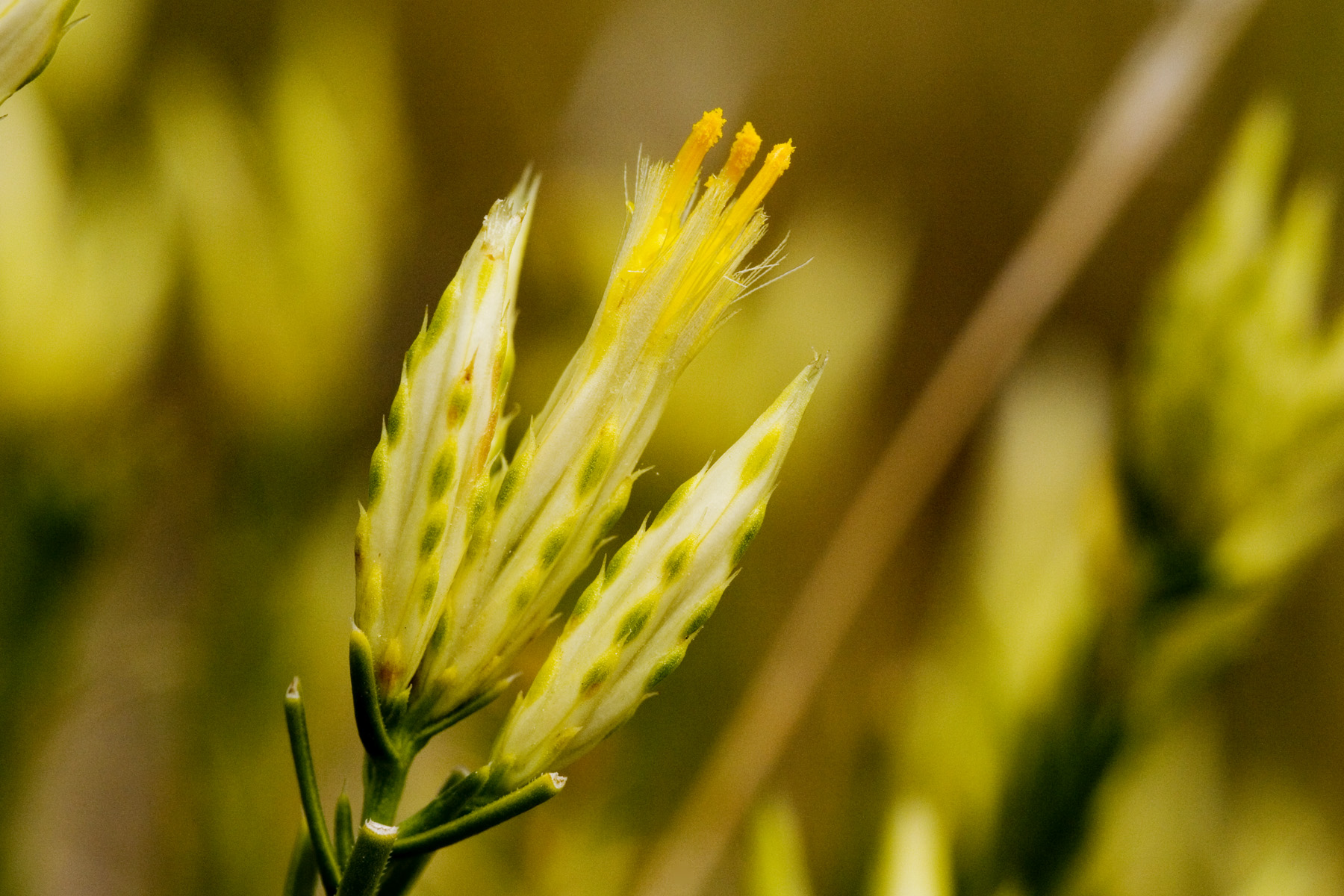
I fiori
Lorandersonia baileyi

Portamento. Le specie di questo gruppo hanno un habitus di tipo erbaceo, annuale o perenne, anche arbustivo).
Fusto. La parte aerea in genere è eretta, semplice o ramosa. 
Foglie. Le foglie sono disposte in modo alternato, picciolate o sessili. La lamina è semplice e intera (talvolta è seghettata). La superficie può essere punteggiata da ghiandole e le ghiandole possono essere stipitate.
Infiorescenza. Le sinflorescenze sono del tipo corimboso o tirsoide, a volte ramose oppure con capolini solitari.  Le infiorescenze vere e proprie sono composte da un capolino terminale peduncolato di tipo radiato con fiori eterogami. I capolini sono formati da un involucro, con forme da cilindriche a campanulate, composto da diverse brattee, al cui interno un ricettacolo fa da base ai fiori di due tipi: fiori del raggio e fiori del disco. Le brattee, piatte e indurite alla base e a consistenza erbacea nella parte apicale, sono disposte in modo più o meno embricato su più serie. Il ricettacolo può essere provvisto o privo di pagliette a protezione alla base dei fiori; la forma è piatta o da convessa a conica.
Fiori.  I fiori sono tetra-ciclici (formati cioè da 4 verticilli: calice – corolla – androceo – gineceo) e pentameri (calice e corolla formati da 5 elementi). Si distinguono in:
- fiori del raggio (esterni): sono femminili e sono disposti su una sola serie; la forma è ligulata (zigomorfa); in alcune specie questi fiori possono essere assenti;
- fiori del disco (centrali): sono più numerosi con forme brevemente tubulose (attinomorfe); sono ermafroditi (sono funzionalmente maschili in Amphipappus e Petradoria).

- Formula fiorale:

*/x K {\displaystyle \infty }, [C (5), A (5)], G 2 (infero), achenio
- Calice: i sepali del calice sono ridotti ad una coroncina di squame.

- Corolla: 
  - fiori del raggio: la forma della corolla alla base è più o meno tubulosa, mentre all'apice è ligulata; la ligula può terminare con alcuni denti; il colore è bianco o giallo;
  - fiori del disco: la forma è imbutiforme-tubulare bruscamente divaricata in 5 lobi; i lobi, patenti o eretti, hanno una forma deltata o più o meno lanceolata; il colore è giallo.

- Androceo: l'androceo è formato da 5 stami sorretti da filamenti generalmente liberi; gli stami sono connati e formano un manicotto circondante lo stilo; le teche (produttrici del polline) alla base sono troncate e sono lievemente auricolate (molto raramente sono speronate o hanno una coda); le appendici apicali delle antere hanno delle forme piatte e lanceolate; il tessuto endoteciale (rivestimento interno dell'antera) è quasi sempre polarizzato (con due superfici distinte: una verso l'esterno e una verso l'interno). Il polline è sferico con un diametro medio di circa 25 micron;  è tricolporato (con tre aperture sia di tipo a fessura che tipo isodiametrica o poro) ed è echinato (con punte sporgenti).[10][12]

- Gineceo: l'ovario è infero uniloculare formato da 2 carpelli.[6] Lo stilo (il recettore del polline) è profondamente bifido (con due stigmi divergenti, brevi o lunghi a seconda della specie) e con le linee stigmatiche marginali separate.[13] I due bracci dello stilo sono in genere filiformi e papillosi.

Frutti. I frutti sono degli acheni con pappo; 
- achenio: gli acheni, con forme affusolate e superficie liscia, hanno molte nervature longitudinali e sono provvisti di ghiandole e setole con punte a forma di ancora;
- pappo: il pappo è formato da una serie di setole persistenti.

## Biologia
Impollinazione: l'impollinazione avviene tramite insetti (impollinazione entomogama tramite farfalle diurne e notturne).

Riproduzione: la fecondazione avviene fondamentalmente tramite l'impollinazione dei fiori (vedi sopra).

Dispersione: i semi (gli acheni) cadendo a terra sono successivamente dispersi soprattutto da insetti tipo formiche (disseminazione mirmecoria). In questo tipo di piante avviene anche un altro tipo di dispersione: zoocoria. Infatti gli uncini delle brattee dell'involucro (se presenti) si agganciano ai peli degli animali di passaggio disperdendo così anche su lunghe distanze i semi della pianta. Inoltre per merito del pappo il vento può trasportare i semi anche a distanza di alcuni chilometri (disseminazione anemocora).

## Distribuzione e habitat
L'habitat delle piante di questa sottotribù è relativo soprattutto alle zone temperate dell'emisfero boreale. Le specie di questo gruppo sono distribuire in maggioranza nell'America del Nord (un solo genere è eurasiatico: Solidago). Nella tabella sottostante sono indicate in dettaglio le distribuzioni relative ai vari generi della sottotribù.

## Sistematica
La famiglia di appartenenza di questa voce (Asteraceae o Compositae, nomen conservandum) probabilmente originaria del Sud America, è la più numerosa del mondo vegetale, comprende oltre 23.000 specie distribuite su 1.535 generi, oppure 22.750 specie e 1.530 generi secondo altre fonti (una delle checklist più aggiornata elenca fino a 1.679 generi). La famiglia attualmente (2021) è divisa in 16 sottofamiglie; la sottofamiglia Asteroideae è una di queste e rappresenta l'evoluzione più recente di tutta la famiglia.

### Filogenesi
Il gruppo di questa voce è descritto nella tribù Astereae, una delle 21 tribù della sottofamiglia Asteroideae). Da un punto di vista filogenetico, la tribù Astereae fa parte del supergruppo (o sottofamiglia) "Asteroideae grade"; l'altro è il supergruppo "Non-Asteroideae" contenente il resto delle sottofamiglie delle Asteraceae. All'interno del supergruppo è vicina alle tribù Senecioneae, Calenduleae, Gnaphalieae e Anthemideae.
I caratteri più notevoli della tribù Astereae sono: la base delle antere sono prive di code e non sono calcarate (speronate); le linee stigmatiche dei bracci dello stilo sono totalmente separate; i due bracci dello stilo hanno una forma breve o allungata da lanceolata a deltoide e possono essere papillosi o ricoperti da ciuffi di peli (all'esterno, mentre all'interno sono glabri). La distribuzione della maggior parte delle specie di questo gruppo è nelle regioni temperate nord e sud.
In base alle ultime ricerche nella tribù sono stati individuati (provvisoriamente) 5 principali lignaggi:
- Basal grade: include alcuni generi isolati, il gruppo "South American-Oceania",  alcune sottotribù africane e il gruppo dei generi legnosi del Madagascar.
- Bellis lineage: comprende le sottotribù eurasiatiche e una sottotribù africana.
- Aster lineage: include i generi asiatici di Asterinae e i principali gruppi dell'Australia e dell'Oceania.
- Baccharis lineage: include alcuni gruppi sudamericani.
- North American lineage: include la vasta gamma di sottotribù del Nordamerica, Messico e alcuni gruppi distribuiti nel Sudamerica.

La sottotribù di questa voce è inclusa nel lignaggio "North American lineage". La sottotribù attualmente è divisa in 6 gruppi informali con i seguenti generi:
| Gruppo              | Generi                                                                               |
| ------------------- | ------------------------------------------------------------------------------------ |
| Unresolved genera   | Columbiadoria - Eastwoodia                                                           |
| Sericocarpus group  | Sericocarpus                                                                         |
| Cuniculotinus group | Cuniculotinus                                                                        |
| Chrysothamnus group | Acamptopappus - Amphipappus - Chrysothamnus - Oligoneuron(1) - Solidago              |
| Solidago group      | Bathysanthus - Brintonia - Chrysoma                                                  |
| Stenotus group      | Lorandersonia - Nestotus - Oreochrysum - Petradoria - Stenotus - Toiyabea - Tonestus |

(1) Nota: alcune checklist considerano il genere Oligoneuron sinonimo di Solidago.
La circoscrizione di questo gruppo da un punto di vista morfologico è variata ampiamente nel corso del tempo. Solo ultimamente in base ad analisi di tipo cladistico sul DNA nucleare di varie specie di questa sottotribù è stato possibili individuare un gruppo abbastanza omogeneo, corrispondente in gran parte con le Solidagininae come sono attualmente composte, descritto dalle seguenti caratteristiche di base (anche se le eccezioni abbondano):
- le foglie hanno delle superfici puntiforme-ghiandolari;
- le brattee dell'involucro sono scalate in lunghezza e non hanno consistenza fogliacea;
- i rami (stigmi) dello stilo hanno appendici papillose;
- gli acheni sono multi nervati con un pappo disposto su una sola serie.

In precedenti trattazioni questo gruppo risultava formato da alcuni generi (qui sotto elencati) ora descritti in altre sottotribù.
- Sottoclade Gutierrezia: le specie e i generi di questo gruppo producono acheni a forma spiraleggiante e le squame dell'involucro o sono coriacee nella parte inferiore; questo gruppo occupa una posizione basale nel clade della sottotribù (gli altri generi sono: Gymnosperma, Amphiachyris e Thurovia[20]). Ora questi generi sono descritti nella sottotribù Gutierreziinae insieme al genere Medranoa  Urbatsch & R.P.Roberts, 2004 .

- Un altro sottoclade comprende una serie di generi come Ericameria, Pentachaeta , Tracyina e Rigiopappus ora sono raccolti nella sottotribù Pentachaetinae.

Altri recenti studi sul genere Chrysothamnus (nel quale in precedenza erano confluite alcune specie come Hesperodoria scopulorum  (M.E.Jones) Greene - ora Chrysothamnus scopulorum - e Vanclevea stylosa (Eastw.) Greene  - ora Chrysothamnus stylosa) hanno evidenziato la sua non monofilia e quindi l'esigenza di riorganizzare la tassonomia di alcune parti della sottotribù.
Il principale e più grande genere della sottotribù, Solidago, più volte è stato soggetto a ristrutturazioni di tipo tassonomico. Da questo genere in tempi recenti è stata separata l'unica specie (Chrysoma pauciflosculosa  (Michx.) Greene) del genere monotipo Chrysoma che originariamente era descritta all'interno del genere Solidago come Solidago pauciflosculosa Michx., oppure la specie Oreochrysum parryi (A. Gray) Rydb. (descritta in passato come Solidago parryi), oppure le specie del genere Euthamia anche queste inizialmente posizionate in Solidago. Le specie di quest'ultimo genere sono caratterizzate da una enorme varietà fenotipica; e i vari aspetti di transizione tra una specie e l'altra sono probabilmente correlati più a fattori ambientali che non a fenomeni di introgressione.
In base a recenti studi il genere Xylothamia G.L.Nesom, Y.B.Suh, D.R.Morgan & B.B.Simpson non fa più parte della sottotribù.  Inoltre in base ad analisi filogenetiche si è dimostrato polifiletico.  Parte delle specie sono state assorbite dal genere Gundlachia. Mentre altre specie di Xylothamia sono ora descritte in generi come Neonesomia. Un altro genere, Tonestus A.Nelson  (incertae sedis) recentemente è stato inserito nel gruppo.
Il cladogramma seguente, tratto dallo studio citato e semplificato, mostra una possibile configurazione filogenetica della sottotribù.
|  | Solidago shortii |
|  |                  |
|  | Solidago rigida  |
|  |                  |

|  | Tonestus microcephalus   |
|  |                          |
|  | Chrysothamnus linifolius |
|  |                          |

|  | Petradoria pumila |
|  |                   |
|  | Stenotus acaulis  |
|  |                   |

|  | Amphipappus fremontii |
|  | |
|  | \| \| Chrysothamnus viscidiflorus \| \| \| \| \| \| Chrysothamnus stylosus \| \| \| \| \| \| Chrysothamnus scopulorum \| \| \| \| |
|  | |
|  | Chrysothamnus viscidiflorus |
|  | |
|  | Chrysothamnus stylosus |
|  | |
|  | Chrysothamnus scopulorum |
|  | |

|  | Chrysothamnus viscidiflorus |
|  |                             |
|  | Chrysothamnus stylosus      |
|  |                             |
|  | Chrysothamnus scopulorum    |
|  |                             |

|  | Solidago shortii |
|  |                  |
|  | Solidago rigida  |
|  |                  |

|  | Tonestus microcephalus   |
|  |                          |
|  | Chrysothamnus linifolius |
|  |                          |

|  | Petradoria pumila |
|  |                   |
|  | Stenotus acaulis  |
|  |                   |

|  | Amphipappus fremontii |
|  | |
|  | \| \| Chrysothamnus viscidiflorus \| \| \| \| \| \| Chrysothamnus stylosus \| \| \| \| \| \| Chrysothamnus scopulorum \| \| \| \| |
|  | |
|  | Chrysothamnus viscidiflorus |
|  | |
|  | Chrysothamnus stylosus |
|  | |
|  | Chrysothamnus scopulorum |
|  | |

|  | Chrysothamnus viscidiflorus |
|  |                             |
|  | Chrysothamnus stylosus      |
|  |                             |
|  | Chrysothamnus scopulorum    |
|  |                             |

|  | Solidago shortii |
|  |                  |
|  | Solidago rigida  |
|  |                  |

|  | Tonestus microcephalus   |
|  |                          |
|  | Chrysothamnus linifolius |
|  |                          |

|  | Petradoria pumila |
|  |                   |
|  | Stenotus acaulis  |
|  |                   |

|  | Amphipappus fremontii |
|  | |
|  | \| \| Chrysothamnus viscidiflorus \| \| \| \| \| \| Chrysothamnus stylosus \| \| \| \| \| \| Chrysothamnus scopulorum \| \| \| \| |
|  | |
|  | Chrysothamnus viscidiflorus |
|  | |
|  | Chrysothamnus stylosus |
|  | |
|  | Chrysothamnus scopulorum |
|  | |

|  | Chrysothamnus viscidiflorus |
|  |                             |
|  | Chrysothamnus stylosus      |
|  |                             |
|  | Chrysothamnus scopulorum    |
|  |                             |

|  | Solidago shortii |
|  |                  |
|  | Solidago rigida  |
|  |                  |

|  | Tonestus microcephalus   |
|  |                          |
|  | Chrysothamnus linifolius |
|  |                          |

|  | Petradoria pumila |
|  |                   |
|  | Stenotus acaulis  |
|  |                   |

|  | Amphipappus fremontii |
|  | |
|  | \| \| Chrysothamnus viscidiflorus \| \| \| \| \| \| Chrysothamnus stylosus \| \| \| \| \| \| Chrysothamnus scopulorum \| \| \| \| |
|  | |
|  | Chrysothamnus viscidiflorus |
|  | |
|  | Chrysothamnus stylosus |
|  | |
|  | Chrysothamnus scopulorum |
|  | |

|  | Chrysothamnus viscidiflorus |
|  |                             |
|  | Chrysothamnus stylosus      |
|  |                             |
|  | Chrysothamnus scopulorum    |
|  |                             |

|  | Solidago shortii |
|  |                  |
|  | Solidago rigida  |
|  |                  |

|  | Tonestus microcephalus   |
|  |                          |
|  | Chrysothamnus linifolius |
|  |                          |

|  | Petradoria pumila |
|  |                   |
|  | Stenotus acaulis  |
|  |                   |

|  | Amphipappus fremontii |
|  | |
|  | \| \| Chrysothamnus viscidiflorus \| \| \| \| \| \| Chrysothamnus stylosus \| \| \| \| \| \| Chrysothamnus scopulorum \| \| \| \| |
|  | |
|  | Chrysothamnus viscidiflorus |
|  | |
|  | Chrysothamnus stylosus |
|  | |
|  | Chrysothamnus scopulorum |
|  | |

|  | Chrysothamnus viscidiflorus |
|  |                             |
|  | Chrysothamnus stylosus      |
|  |                             |
|  | Chrysothamnus scopulorum    |
|  |                             |

|  | Solidago shortii |
|  |                  |
|  | Solidago rigida  |
|  |                  |

|  | Tonestus microcephalus   |
|  |                          |
|  | Chrysothamnus linifolius |
|  |                          |

|  | Petradoria pumila |
|  |                   |
|  | Stenotus acaulis  |
|  |                   |

|  | Amphipappus fremontii |
|  | |
|  | \| \| Chrysothamnus viscidiflorus \| \| \| \| \| \| Chrysothamnus stylosus \| \| \| \| \| \| Chrysothamnus scopulorum \| \| \| \| |
|  | |
|  | Chrysothamnus viscidiflorus |
|  | |
|  | Chrysothamnus stylosus |
|  | |
|  | Chrysothamnus scopulorum |
|  | |

|  | Chrysothamnus viscidiflorus |
|  |                             |
|  | Chrysothamnus stylosus      |
|  |                             |
|  | Chrysothamnus scopulorum    |
|  |                             |

|  | Solidago shortii |
|  |                  |
|  | Solidago rigida  |
|  |                  |

|  | Tonestus microcephalus   |
|  |                          |
|  | Chrysothamnus linifolius |
|  |                          |

|  | Petradoria pumila |
|  |                   |
|  | Stenotus acaulis  |
|  |                   |

|  | Amphipappus fremontii |
|  | |
|  | \| \| Chrysothamnus viscidiflorus \| \| \| \| \| \| Chrysothamnus stylosus \| \| \| \| \| \| Chrysothamnus scopulorum \| \| \| \| |
|  | |
|  | Chrysothamnus viscidiflorus |
|  | |
|  | Chrysothamnus stylosus |
|  | |
|  | Chrysothamnus scopulorum |
|  | |

|  | Chrysothamnus viscidiflorus |
|  |                             |
|  | Chrysothamnus stylosus      |
|  |                             |
|  | Chrysothamnus scopulorum    |
|  |                             |

|  | Solidago shortii |
|  |                  |
|  | Solidago rigida  |
|  |                  |

|  | Tonestus microcephalus   |
|  |                          |
|  | Chrysothamnus linifolius |
|  |                          |

|  | Petradoria pumila |
|  |                   |
|  | Stenotus acaulis  |
|  |                   |

|  | Amphipappus fremontii |
|  | |
|  | \| \| Chrysothamnus viscidiflorus \| \| \| \| \| \| Chrysothamnus stylosus \| \| \| \| \| \| Chrysothamnus scopulorum \| \| \| \| |
|  | |
|  | Chrysothamnus viscidiflorus |
|  | |
|  | Chrysothamnus stylosus |
|  | |
|  | Chrysothamnus scopulorum |
|  | |

|  | Chrysothamnus viscidiflorus |
|  |                             |
|  | Chrysothamnus stylosus      |
|  |                             |
|  | Chrysothamnus scopulorum    |
|  |                             |

### Composizione della sottotribù
La sottotribù Solidagininae comprende 19 generi e 176 specie.
| Genere                                             | N. specie                                                                           | Distribuzione                                 | Caratteri più significativi | Numeri cromosomici | Fiori |
| -------------------------------------------------- | ----------------------------------------------------------------------------------- | --------------------------------------------- | --- | ------------------ | ----- |
| Acamptopappus A.Gray, 1873                         | 2                                                                                   | U.S.A. sud-occidentali                        | I capolini sono provvisti dei fiori del raggio. - Le brattee dell'involucro hanno una forma ovata quasi sferica. - Il ricettacolo è privo di pagliette. - Le scaglie del pappo, simili a setole appiattite e finemente barbate sono disposte su 1 – 2 serie. | 2n = 18            |       |
| Amphipappus Torr. & A.Gray, 1845.                  | Una specie: Amphipappus fremontii Torr. & A.Gray, 1845                              | Arizona, California, Nevada e Utah            | Le piante hanno un indumento spinescente e un portamento basso-arbustivo, ramificato in modo intricato. - Le infiorescenze sono composte da agglomerati di capolini in formazioni corimbose. - I fiori del disco sono funzionalmente maschili. - Il pappo dei fiori del raggio è composto da 15 – 20 setole piatte e simili a pagliette lunghe circa 1 mm. - Il pappo dei fiori del disco è formato da setole contorte lunghe circa 3 mm. | 2n = 18            |       |
| Bathysanthus G.L.Nesom, 2018                       | Una specie: Bathysanthus sinforosa G.L.Nesom, 2018                                  | Messico nord-orientale                        | Il portamento è basso-erbaceo lignescente. - Le foglie hanno delle forme lineari-lanceolate con margini interi. - I capolini (piccoli) formano dei grappoli panicolato-corimbosi. - I fiori del raggio sono assenti. |                    |       |
| Brintonia Greene, 1895                             | Una specie: Brintonia discoidea (Elliott) Greene, 1895                              | U.S.A. sud-orientali                          | Le piante hanno dei rizomi striscianti, corti e robusti. - I capolini sono privi dei fiori del raggio. - Le corolle sono bianche o rosa porpora. - Il pappo è disposto su due serie. | 2n = 18            |       |
| Chrysoma Nutt., 1834                               | Una specie: Chrysoma pauciflosculosa Greene, 1895                                   | U.S.A. sud-orientali                          | I fiori del raggio sono presenti. - Il pappo è formato da setole (i pappi dei fiori del disco e quelli del raggio sono uguali). - La distribuzione di queste piante è USA orientale e Isole dei Caraibi. | 2n = 18            |       |
| Chrysothamnus Nutt., 1840                          | 9                                                                                   | America settentrionale (nord-occidentale)     | Le setole del pappo sono dilatate all'apice o attenuate. - L'infiorescenza è composta da grappoli di capolini disposti in corimbi compatti. - I fiori del raggio sono presenti o assenti. - Le brattee dell'involucro sono disposte in ranghi verticali e distinti. | 2n = 18            |       |
| Columbiadoria G.L.Nesom, 1991                      | Una specie: Columbiadoria hallii (A.Gray) G.L.Nesom, 1991                           | Oregon e Washington                           | Le foglie sono prive di venature con lamina oblanceolata. - Le infiorescenze sono racemose o debolmente corimbose. - I fiori del disco sono ermafroditi. - Le setole del pappo sono disposte su una sola serie. |                    |       |
| Cuniculotinus Urbatsch, R.P.Roberts & Neubig, 2005 | Una specie: Cuniculotinus gramineus (H.M.Hall) Urbatsch, R.P.Roberts & Neubig, 2005 | California e Nevada                           | I capolini contengono pochi fiori (non più di 30). - I fiori del raggio sono assenti. - Le brattee, di media grandezza, sono obovate, larghe più di 2 mm distalmente e con apici retusi o emarginati. - Il pappo è formato da più di 10 setole. | 2n = 18            |       |
| Eastwoodia Brandegee, 1894                         | Una specie: Eastwoodia elegans Brandegee, 1894                                      | California                                    | I capolini sono provvisti dei fiori del disco. - Le brattee dell'involucro hanno una forma oblanceolata. - Il ricettacolo è fornito di pagliette di protezione della base dei fiori. - Le scaglie del pappo (da 5 a 8), a forma lineare-lanceolata e appiattite sono disposte su 1 serie. | 2n = 18            |       |
| Lorandersonia Urbatsch, R.P.Roberts & Neubig, 2005 | 6                                                                                   | U.S.A. centro-meridionali e Messico           | Il portamento è arbustivo con fusti fogliosi e caudici legnosi. - Le foglie sono ascendenti (parallele al gambo) con forme da laminari a strettamente oblanceolate. - I capolini possono formare delle strutture di grappoli corimbiformi compatti. - Le brattee sono in 3-6 serie, fortemente scalate e a consistenza cartacea. | 2n = 18            |       |
| Nestotus Urbatsch, R.P.Roberts & Neubig, 2005      | 3                                                                                   | U.S.A. e Canada                               | Il portamento è arbustivo formante basse stuoie. - Le foglie, lineari, sono disposte in aree affollate. | 2n = 18            |       |
| Oreochrysum Rydb., 1906.                           | Una specie: Oreochrysum parryi Rydb., 1906                                          | U.S.A. e Messico                              | La parte ipogea della pianta è formata da radici fibrose secondarie da rizoma o da tubero. - La superficie delle foglie è resinosa o punteggiata oppure entrambi i caratteri, ma prive di peli stipitato-glandolari. - La consistenza delle brattee dell'involucro è normalmente coriacea nella parte inferiore e con una punta chiaramente verde.                                                                                        | 2n = 18            |       |
| Petradoria Greene, 1895                            | Una specie: Petradoria pumila (Nutt.) Greene, 1895                                  | U.S.A. sud occidentali                        | Le foglie sono percorse da 3 – 5 evidenti vene parallele. - Le infiorescenze sono decisamente corimbose. - I fiori del disco sono funzionalmente maschili. - Le setole del pappo sono disposte su 2 – 3 seri | 2n = 18            |       |
| Sericocarpus Nees., 1832                           | 6                                                                                   | America del Nord (costa pacifica e atlantica) | Le brattee involucrali sono carenate con una singola vena centrale verde e bianca e con all'apice una evidente punta. - I fiori sia del raggio che del disco sono gialli. - I frutti acheni sono cosparsi da dense setole sericee | 2n = 18            |       |
| Solidago L. 1753                                   | 132                                                                                 | Cosmopolita                                   | Le infiorescenze sono di tipo tirsoide, raramente sono debolmente corimbose. - I lobi delle corolle dei fiori del disco sono riflessi (piegati all'indietro) e avvolgenti. - Il pappo è formato da setole disposte su una sola serie. | 2n = 18, 36 e 54   |       |
| Stenotus Nutt., 1840                               | 3                                                                                   | Messico, U.S.A. e Canada                      | Le foglie sono viscose o punteggiate viscose. - I fiori del raggio sono gialli oppure assenti. - Le infiorescenze sono formate da capolini solitari afilli oppure ricoperti da brattee. | 2n = 18            |       |
| Toiyabea Urbatsch, R.P.Roberts & Neubig, 2005      | 4                                                                                   | California e Nevada                           | Le foglie cauline sono ben sviluppate con margini grossolanamente dentati. - I capolini sono scaposi e solitari o al massimo in gruppi di 4. - Gli involucri hanno delle forme da campanulate a emisferiche. | 2n = 18            |       |
| Tonestus A.Nelson, 1904                            | 2                                                                                   | America del Nord occidentale                  | Le brattee dell'involucro sono subuguali, e quelle esterne sono simili a foglie. - I fiori sono dimorfici (del raggio e del disco). - I fiori del disco sono bisessuali. | 2n = 18            |       |

### Chiave per i generi
Per meglio comprendere ed individuare alcuni generi della sottotribù l'elenco seguente utilizza il sistema delle chiavi analitiche.
- PRIMA SEZIONE: l'habitus delle piante è di tipo arbustivo; il pappo è composto da scaglie; il numero cromosomico è 2n=18;
  - 1A: il pappo è formato da scaglie, o anche da setole piatte o brevi e di diverse lunghezze; spesso i pappi dei fiori del disco sono diversi da quelli del raggio;
    - 2A: le piante hanno un indumento spinescente; le infiorescenze sono composte da agglomerati di capolini in formazioni corimbose; i fiori del disco sono funzionalmente maschili; il pappo dei fiori del raggio è composto da 15 – 20 setole piatte e simili a pagliette lunghe circa 1 mm; il pappo dei fiori del disco è formato da setole contorte lunghe circa 3 mm;

genere Amphipappus
- 2B: le piante non hanno un indumento spinescente; le infiorescenze sono composte da capolini solitari o pochi raggruppati in sciolti corimbi; i fiori del disco sono ermafroditi; il pappo è formato da setole aristate;

- 3A: la lamina delle foglie è lineare- lanceolata, con la pagina solcata da tre nervi, la superficie resinosa-viscida e un portamento arcuato; i capolini hanno solamente i fiori del disco; il pappo è formato da pagliette aristate;

genere Chrysothamnus (ex. specie Vanclevea stylosa)
- 3B: la lamina delle foglie è lineare, oppure oblanecolata o spatolata, con la pagina solcata da un nervo solo, la superficie non è resinosa-viscida e il portamento non è arcuato; i capolini sono provvisti dei fiori del raggio o di quelli del disco; il pappo ha forme varie;

- 4A: i capolini sono provvisti dei fiori del raggio; le brattee dell'involucro hanno una forma ovata; il ricettacolo è privo di pagliette; le scaglie del pappo, simili a setole appiattite e finemente barbate sono disposte su 1 – 2 serie;

genere Acamptopappus
- 4B: i capolini sono provvisti dei fiori del disco; le brattee dell'involucro hanno una forma oblanceolata; il ricettacolo è fornito di pagliette di protezione della base dei fiori; le scaglie del pappo (da 5 a 8), a forma lineare-lanceolata e appiattite sono disposte su 1 serie;

genere Eastwoodia
- 1B: il pappo è formato da setole; i pappi dei fiori del disco e quelli del raggio sono uguali;

- 5A: i fiori del raggio sono presenti; la distribuzione di queste piante è USA orientale e Isole dei Caraibi;

genere Chrysoma
- 5B: i fiori del raggio sono spesso assenti, se presenti sono colorati di giallo; la distribuzione di queste piante è USA occidentale e Messico del nord-ovest;

- 6A: le setole del pappo sono dilatate all'apice o attenuate; l'infiorescenza è composta da grappoli di capolini disposti in corimbi compatti; i fiori del raggio sono presenti o assenti; le brattee dell'involucro sono disposte in ranghi verticali e distinti;

genere Chrysothamnus
- 6B: le setole del pappo sono dilatate all'apice; le infiorescenze si compongono di 2 – 4 capolini liberamente aggregati in corimbi, sessili o provvisti di brevi pedicelli; i fiori del raggio sono carenti;

genere Chrysothamnus (ex. specie del genere Hesperodoria)
- SECONDA SEZIONE: l'habitus delle piante è di tipo erbaceo o sub-arbustivo; il pappo è composto da setole finemente barbate o (se si tratta di arbusti) da scaglie; il numero cromosomico è 2n=18;
  - 1A: i fiori del raggio sono bianchi;
    - 2A: i fiori del raggio sono bianchi; i fiori del disco sono gialli; gli acheni sono glabri; le brattee involucrali non sono carenate, ma possiedono 3 – 7 venature parallele e longitudinali, inoltre sono prive di punte apicali;

genere Solidago (ex. specie del genere Oligoneuron)
- 2B: i fiori sia del raggio che del disco sono gialli; i frutti acheni sono cosparsi da dense setole sericee; le brattee involucrali sono carenate con una singola vena centrale verde e bianca e con all'apice una evidente punta;

genere Sericocarpus
- 1B: i fiori del raggio sono gialli oppure assenti;

- 3A: le infiorescenze sono formate da capolini solitari afilli oppure ricoperti da brattee;

genere Stenotus
- 3B: le infiorescenze sono corimbose, oppure racemose (Columbiadoria), oppure di tipo tirsoide o secondariamente in gruppi (Solidago);

- 4A: la parte ipogea della pianta è fittonante;

- 5A: le foglie sono prive di venature con lamina oblanceolata; le infiorescenze sono racemose o debolmente corimbose; i fiori del disco sono ermafroditi; le setole del pappo sono disposte su una sola serie;

genere Columbiadoria
- 5B: le foglie sono percorse da 3 – 5 evidenti vene parallele; le infiorescenze sono decisamente corimbose; i fiori del disco sono funzionalmente maschili; le setole del pappo sono disposte su 2 – 3 serie;

genere Petradoria
- 4B: la parte ipogea della pianta è formata da radici fibrose secondarie da rizoma o da tubero;

- 6A: la superficie delle foglie è resinosa o punteggiata oppure entrambi i caratteri, ma prive di peli stipitato-glandolari; la consistenza delle brattee dell'involucro è normalmente coriacea nella parte inferiore e con una punta chiaramente verde;

genere Oreochrysum
- 6B: le foglie sono provviste di peli stipitato-glandolari; le brattee dell'involucro sono fondamentalmente erbacee;

- 7A: le infiorescenze sono decisamente corimbose; i lobi delle corolle dei fiori del disco sono eretti; il pappo è formato da setole disposte in 1 o 2 serie;

genere Solidago (ex. specie del genere Oligoneuron)
- 7B: le infiorescenze sono di tipo tirsoide, raramente sono debolmente corimbose; i lobi delle corolle dei fiori del disco sono riflessi (piegati all'indietro) e avvolgenti; il pappo è formato da setole disposte su una sola serie;

genere Solidago
All'elenco precedente sono da aggiungere alcuni generi recentemente inseriti nella sottotribù: Bathysanthus Nesom, Cuniculotinus Urbatsch, Roberts, & Neubig, Lorandersonia Urbatsch, Roberts, & Neubig, Nestotus Roberts, Urbatsch, & Neubig, Toiyabea Roberts, Urbatsch, & Neubig e Tonestus A.Nelson.

### Generi della flora spontanea italiana
Nella flora spontanea italiana sono presenti i seguenti generi (e specie) di questo gruppo:
Genereː Solidago
- Solidago virgaurea  L. - Verga d'oro comune.
- Solidago litoralis  Savi - Verga d'oro toscana.
- Solidago canadensis  L. - Verga d'oro del Canada.
- Solidago gigantea Aiton - Verga d'oro maggiore.